# Пераська сільська рада
Пе́раська сільська рада (ест. Pera külanõukogu, рос. Пераский сельский совет) — сільська рада в Естонській РСР, адміністративно-територіальна одиниця в складі повіту Пярнумаа (1946—1950) та Аб'яського району (1950—1954).

## Історія
1 серпня 1946 року на території волості Раянґу в Пярнуському повіті утворена Пераська сільська рада з центром у селі Пера шляхом розукрупнення Раянґуської сільської ради.
26 вересня 1950 року, після скасування в Естонській РСР повітового та волосного поділу, сільська рада ввійшла до складу новоутвореного Аб'яського сільського району.
17 червня 1954 року в процесі укрупнення сільських рад Естонської РСР Пераська сільська рада ліквідована. Її територія склала північно-західну частину Аб'яської сільської ради.